# Jack Trice Stadium
Le Jack Trice Stadium est un stade de football américain situé à Ames, Iowa. C'est le terrain de l'équipe universitaire des Iowa State Cyclones qui a été inauguré le 20 septembre 1975 lors de leur victoire contre les Air Force Falcons et peut accueillir 61 500 personnes depuis les rénovations de 1996.
À l'origine appelé Cyclone Stadium, le stade a reçu son nom actuel en 2000. Jack Trice était un joueur de football américain qui devint le premier athlète afro-américain de l'université d'État de l'Iowa.
Il est principalement employé pour le Football américain universitaire, et est le stade de l'équipe représentant l'Université d'État de l'Iowa, les Iowa State Cyclones.